# 塞莱斯塔
塞莱斯塔（法語：Sélestat，法語：[selɛsta] ⓘ，阿尔萨斯语：Schlettstàdt），法国东北部城市，大东部大区下莱茵省的一个市镇，也是该省的一个副省会，下辖塞莱斯塔-埃尔什泰因区，其市镇面积为44.4平方公里，2022年1月1日时人口数量为19523人，在法国城市中排名第487位。
塞莱斯塔位于下莱茵省南部，与上莱茵省接壤，是斯特拉斯堡-巴塞尔经济带上的重要一站。塞莱斯塔历史悠久，在中世纪就曾被开辟为帝国自由城市，现为一个区域性的经济中心，亦为斯特拉斯堡的一个远郊卫星城。

## 地名来源
“塞莱斯塔”一名最初于公元727年被提及，其形式为。1871年至1919年间，塞莱斯塔被德国侵占，当地使用德语作为官方名称。1920年回归法国后，该市开始使用现名。

## 历史

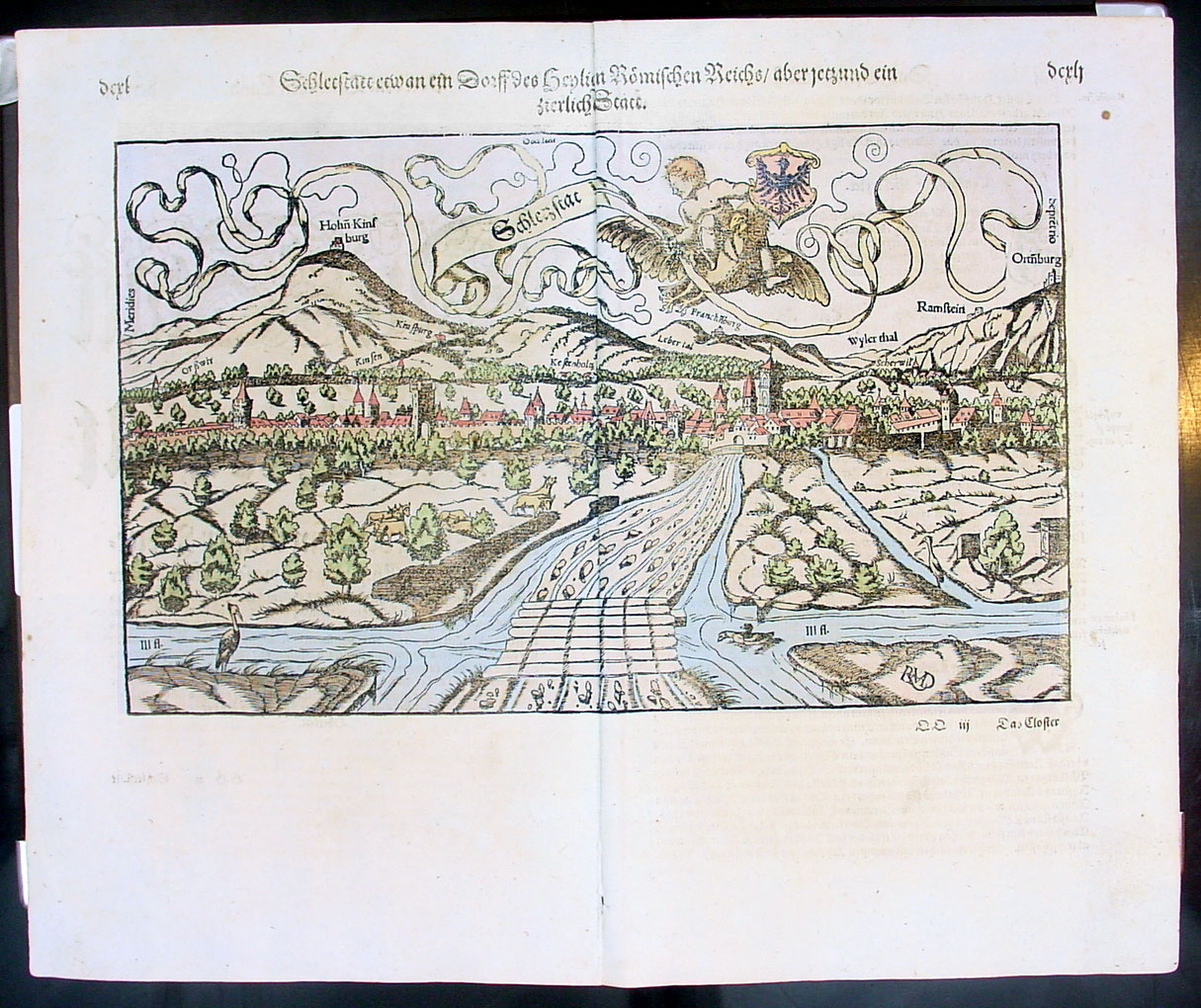
1574年的塞莱斯塔

塞莱斯塔历史悠久，早在旧石器时代晚期就已出现人类活动。公元727年被提及。公元962年，塞莱斯塔被划至神圣罗马帝国。公元1217年，腓特烈二世将塞莱斯塔开辟为帝国自由城市，此举极大的促进了当地经济的发展，并吸引了大批商人，城市也由此获得大幅扩张。至中世纪末期，塞莱斯塔人口数量已超过6,000，成为彼时阿尔萨斯境内的第四大城市。公元16世纪，受到阿尔萨斯-洛林农民战争的影响，当地的经济受到严重影响，城市开始衰落。三十年战争后，根据《威斯特伐利亚和约》，塞莱斯塔所在的阿尔萨斯地区整体并入法兰西王国，并成为一个行省。法国大革命结束后，阿尔萨斯一分为二，塞莱斯塔成为下莱茵省的一个市镇和地区行署。1870年普法战争后，塞莱斯塔及其所在的法国阿尔萨斯-洛林地区被划入德国，直至1919年第一次世界大战结束，塞莱斯塔才重归法国。

## 地理

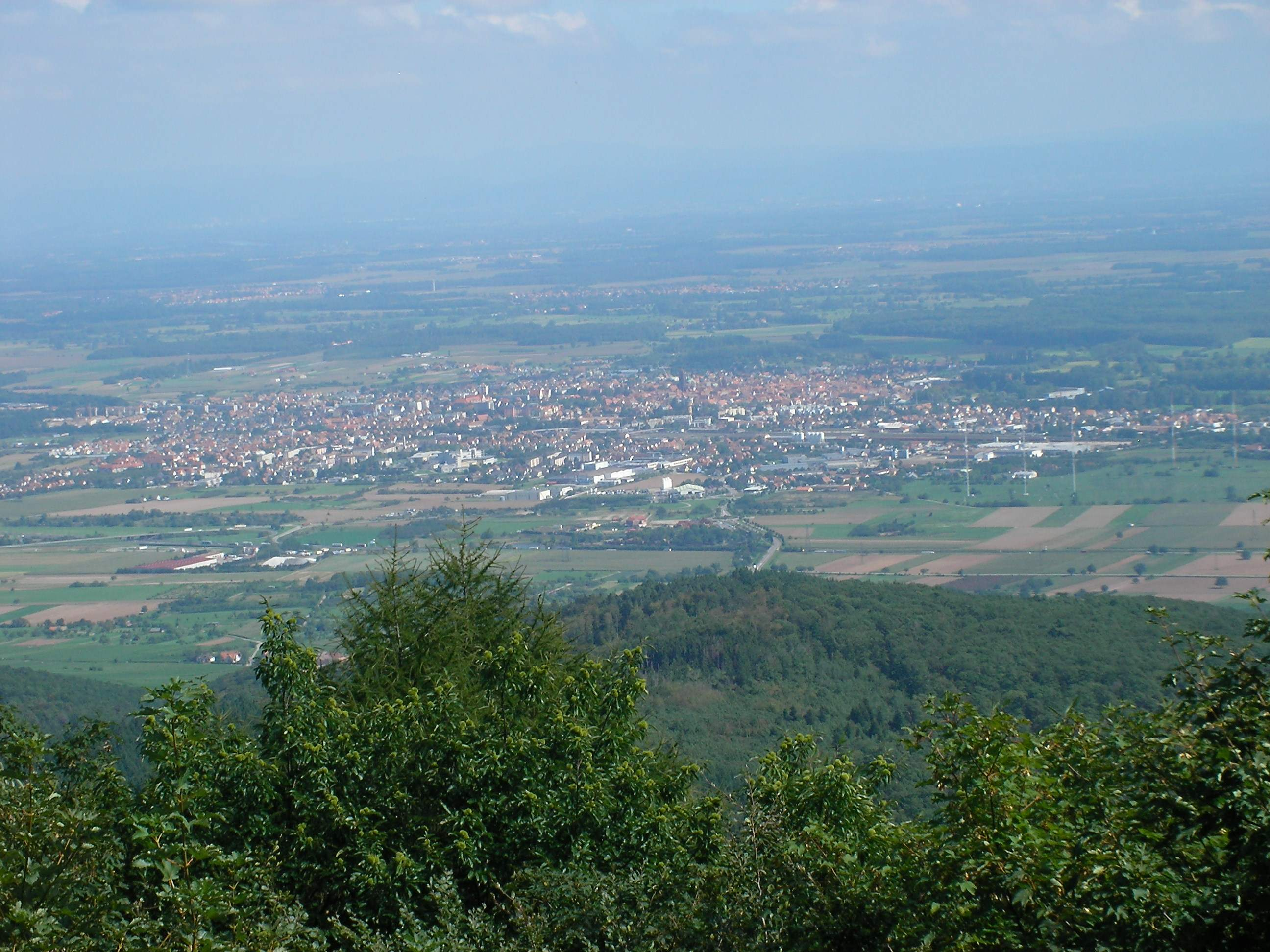
远眺塞莱斯塔城

塞莱斯塔位于法国东北部，大东部大区东部和下莱茵省南部，距离省会斯特拉斯堡大约46公里。与塞莱斯塔接壤的市镇包括：埃伯赛姆、巴尔德奈姆、沙特努瓦、埃贝尔斯曼斯泰、艾多尔赛姆、金蔡姆、米西格、米特索尔茨、奥讷奈姆、奥尔什维莱尔、谢尔维莱尔、盖马尔、圣伊波利特。

### 地形
塞莱斯塔位于莱茵河左岸平原，孚日山脉东侧冲积平原上，境内地势平坦，全境海拔在165到184米之间。

### 水文
莱茵河左岸一级支流伊尔河流经境内，平均宽度约20米。

### 气候
塞莱斯塔在柯本气候分类法中属于带有大陆性特征的温带海洋性气候，当地全年均温低于同纬度西部沿海地区，偶尔受大陆气流影响而气温骤降。
塞莱斯塔境内设有气象站，以下为该气象站的数据（日照数据取自科尔马气象站）：
| 塞莱斯塔1981年－2019年 | 塞莱斯塔1981年－2019年 | 塞莱斯塔1981年－2019年 | 塞莱斯塔1981年－2019年 | 塞莱斯塔1981年－2019年 | 塞莱斯塔1981年－2019年 | 塞莱斯塔1981年－2019年 | 塞莱斯塔1981年－2019年 | 塞莱斯塔1981年－2019年 | 塞莱斯塔1981年－2019年 | 塞莱斯塔1981年－2019年 | 塞莱斯塔1981年－2019年 | 塞莱斯塔1981年－2019年 | 塞莱斯塔1981年－2019年 |
| 月份                   | 1月                    | 2月                    | 3月                    | 4月                    | 5月                    | 6月                    | 7月                    | 8月                    | 9月                    | 10月                   | 11月                   | 12月                   | 全年                   |
| ---------------------- | ---------------------- | ---------------------- | ---------------------- | ---------------------- | ---------------------- | ---------------------- | ---------------------- | ---------------------- | ---------------------- | ---------------------- | ---------------------- | ---------------------- | ---------------------- |
| 历史最高温 °C（°F）    | 17 (63)                | 21.7 (71.1)            | 24.6 (76.3)            | 30.6 (87.1)            | 34.1 (93.4)            | 37.1 (98.8)            | 37.9 (100.2)           | 39.3 (102.7)           | 32.6 (90.7)            | 29.2 (84.6)            | 22.5 (72.5)            | 17.5 (63.5)            | 39.3 (102.7)           |
| 平均高温 °C（°F）      | 5.1 (41.2)             | 7.5 (45.5)             | 11.8 (53.2)            | 16.5 (61.7)            | 20.8 (69.4)            | 24.3 (75.7)            | 25.9 (78.6)            | 25.6 (78.1)            | 20.9 (69.6)            | 15.7 (60.3)            | 9.1 (48.4)             | 5.4 (41.7)             | 15.7 (60.3)            |
| 日均气温 °C（°F）      | 2.2 (36.0)             | 3.8 (38.8)             | 7.2 (45.0)             | 11 (52)                | 15.5 (59.9)            | 18.6 (65.5)            | 20.1 (68.2)            | 19.8 (67.6)            | 15.5 (59.9)            | 11.2 (52.2)            | 5.9 (42.6)             | 2.8 (37.0)             | 11.1 (52.0)            |
| 平均低温 °C（°F）      | −0.7 (30.7)            | 0.2 (32.4)             | 2.6 (36.7)             | 5.6 (42.1)             | 10.1 (50.2)            | 13 (55)                | 14.3 (57.7)            | 13.9 (57.0)            | 10.1 (50.2)            | 6.6 (43.9)             | 2.6 (36.7)             | 0.2 (32.4)             | 6.5 (43.7)             |
| 历史最低温 °C（°F）    | −15.9 (3.4)            | −14.7 (5.5)            | −13.7 (7.3)            | −4 (25)                | −0.1 (31.8)            | 4.4 (39.9)             | 5.4 (41.7)             | 4.2 (39.6)             | 1.4 (34.5)             | −4.7 (23.5)            | −10.1 (13.8)           | −17 (1)                | −17 (1)                |
| 平均降水量 mm（）      | 32.9 (1.30)            | 33 (1.3)               | 41.3 (1.63)            | 40.7 (1.60)            | 78.4 (3.09)            | 64.3 (2.53)            | 75.2 (2.96)            | 69 (2.7)               | 52.6 (2.07)            | 60.5 (2.38)            | 43.9 (1.73)            | 43.2 (1.70)            | 635 (25.0)             |
| 月均日照時數           | 71.8                   | 97                     | 144.7                  | 180.2                  | 201.5                  | 225.5                  | 239.2                  | 223.6                  | 170.7                  | 116.9                  | 70.5                   | 57.5                   | 1,799.1                |
| 来源：Infoclimat       |                        |                        |                        |                        |                        |                        |                        |                        |                        |                        |                        |                        |                        |

## 行政区划

塞莱斯塔城区略图

塞莱斯塔是法国大东部大区下莱茵省的一个市镇，编号为67462，它也是下莱茵省的一个副省会。塞莱斯塔下辖塞莱斯塔-埃尔什泰因区，管理塞莱斯塔县，同时也是塞莱斯塔市镇公共社区的办公驻地。
法国国家统计与经济研究所（简称）在进行数据统计时，将塞莱斯塔单独设为塞莱斯塔城市核心区和塞莱斯塔城市区。同时，还将塞莱斯塔市镇分为了9个“块区”（IRIS），以便于统计人口分布情况。

## 交通

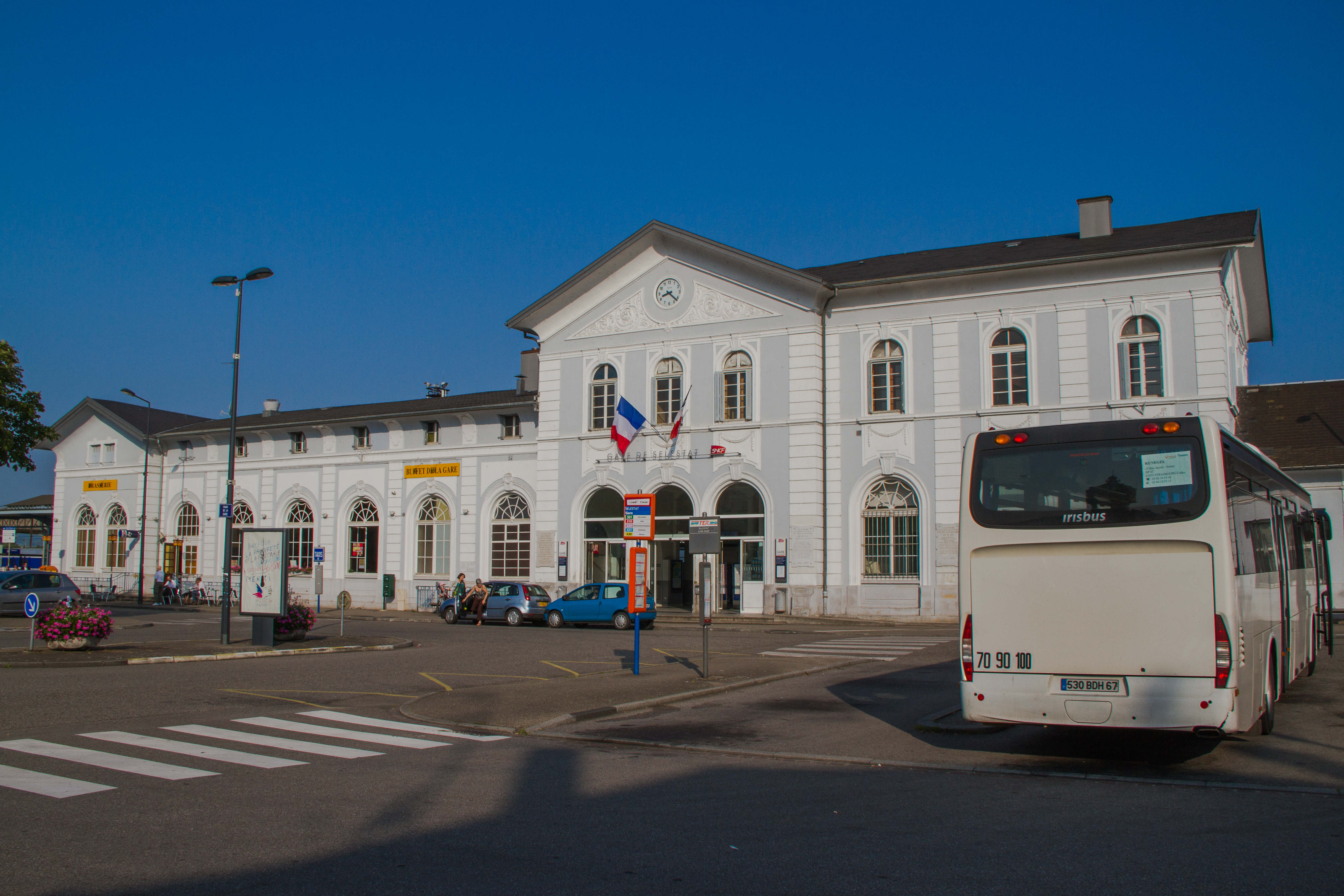
塞莱斯塔火车站

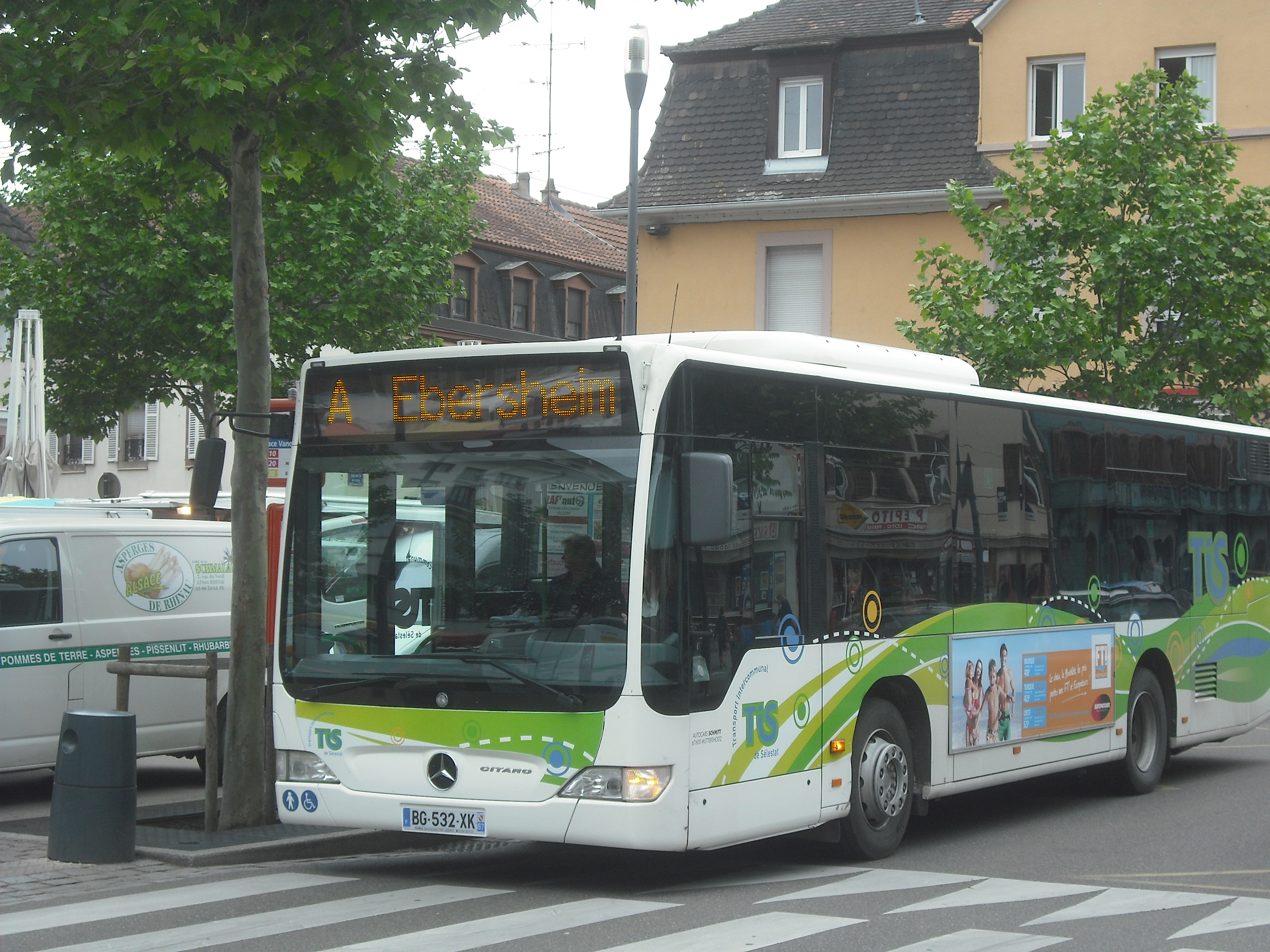
塞莱斯塔街头的一辆公共汽车

### 公路
法国国家A35号高速公路经过塞莱斯塔西部，并通过16、17和18三个出入口连接市区；法国国道N59线和N83线以及多条下莱茵省省道在塞莱斯塔境内交汇。有校车线路可前往周边部分市镇。
大东部大区公共交通开行往返于塞莱斯塔和孚日圣迪耶之间的巴士。下莱茵省城际客运下属的510线、520线和530线经过塞莱斯塔，可分别前往维莱、马科尔赛姆和孙杜斯；此外还有多条定制线路可前往周边市镇。
2015年，74.4%的塞莱斯塔家庭拥有至少一辆的私人汽车。2016年，塞莱斯塔境内共发生各类交通事故14起，造成1人遇难，13人受伤。

### 铁路
塞莱斯塔位于斯特拉斯堡－圣路易铁路和塞莱斯塔－萨韦尔讷铁路的交汇处。塞莱斯塔站位于老城区以西，该站每天停靠一至两班往返于巴黎和科尔马之间的高速列车，经停往返于斯特拉斯堡和米卢斯或巴塞尔的TER 200列车，同时还开行始发前往斯特拉斯堡，途径奥贝奈、莫尔塞姆和恩赛姆等地。2018年，塞莱斯塔站累计发送旅客数量225.8万人次，是法国铁路系统当中的b级车站。

### 航空
距离塞莱斯塔最近的民用航空机场为斯特拉斯堡-恩赛姆机场，车程约1小时，有区域列车可以直达。

### 城市公共交通
塞莱斯塔市际公共交通（简称，亦是其商业名称）下属2条常规公交线路和2条定制公交线路，覆盖了塞莱斯塔市区内的主要街区。

## 政治

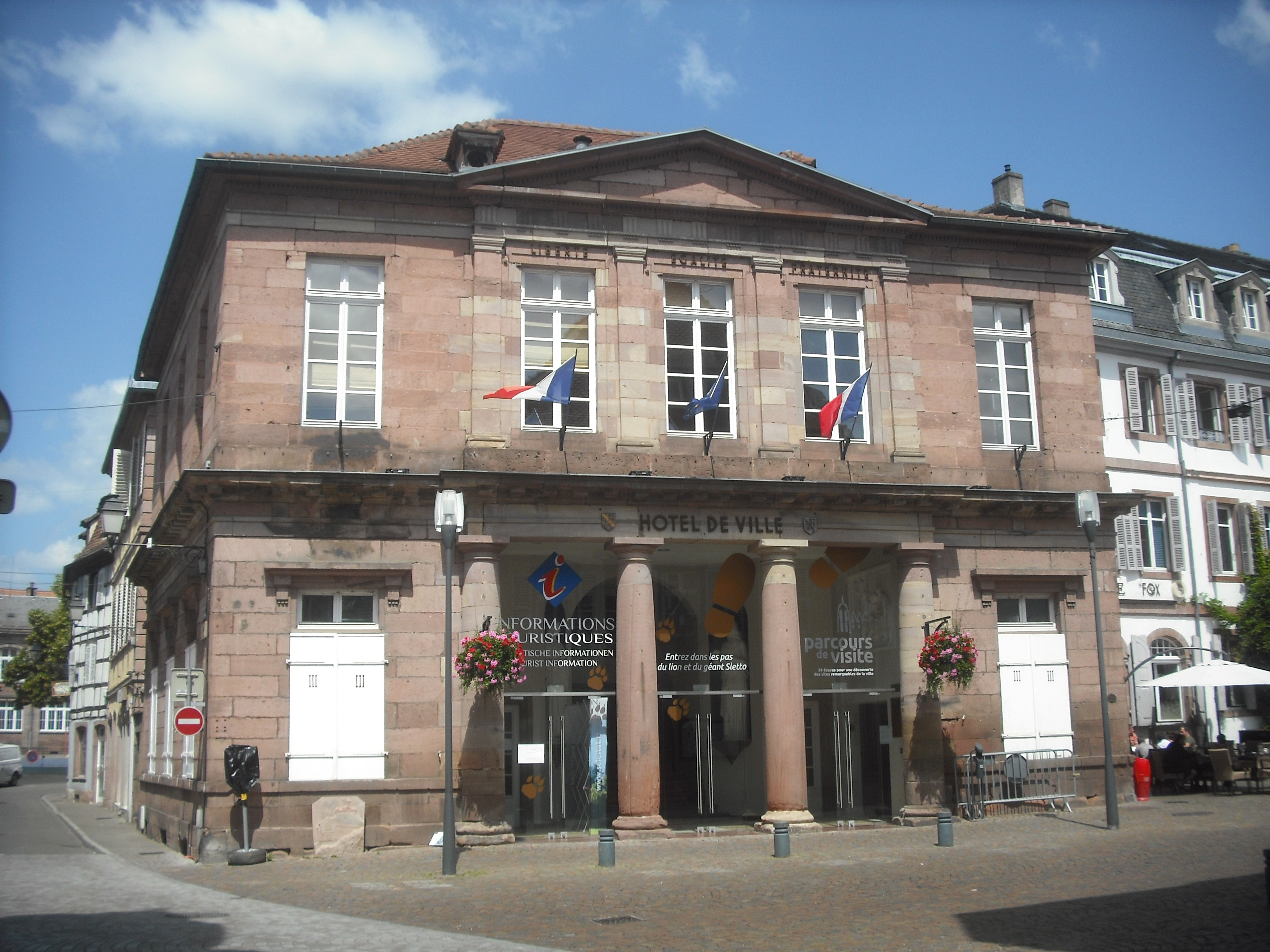
塞莱斯塔市政厅

塞莱斯塔的现任市长为马塞尔·鲍尔先生（Marcel Bauer），为共和党的一名成员，他在2014年的市政选举中获得了51.4%的支持率。
在2017年的法国总统大选中，法国第25任总统埃马纽埃尔·马克龙在塞莱斯塔获得了64.66%的支持率。
| 塞莱斯塔历届市长 |                 |                                            |
| 任期             | 市长            | 党派                                       |
| 1945年－1953年   | 约瑟夫·克莱因   | MRP人民共和运动                            |
| 1953年－1965年   | 阿尔贝·埃姆     | MRP人民共和运动 →UNR新共和国联盟           |
| 1965年－1983年   | 莫里斯·库布勒   | FNRI共和独立人士民族联盟 →UDF法国民主联盟  |
| 1983年－1987年   | 弗朗索瓦·克雷茨 | UDF法国民主联盟                            |
| 1988年－1989年   | 罗贝尔·韦伯     | UDF法国民主联盟                            |
| 1989年－1996年   | 吉尔贝·埃斯泰夫 | PS社会党                                   |
| 1996年－2001年   | 皮埃尔·吉尔施   | PS社会党                                   |
| 2001年－         | 马塞尔·鲍尔     | RPR保衛共和聯盟 →UMP人民运动联盟 →LR共和黨 |

## 人口
2017年，塞莱斯塔市镇人口数量为19,252，在法国排名第487位。其中男性9,225人，女性9,899人，75岁及以上人口占7.4%，外籍人口数量为1,639人，人口密度为434人/平方公里，当地居民被称为（男性）或（女性）。2018年，塞莱斯塔境内出生211人，死亡人口159人。
| 年份   | 1936   | 1946   | 1954   | 1962   | 1968   | 1975   | 1982   | 1990   | 1999   | 2006   | 2011   | 2016   | 2017   |
| ------ | ------ | ------ | ------ | ------ | ------ | ------ | ------ | ------ | ------ | ------ | ------ | ------ | ------ |
| 人口數 | 11,363 | 10,722 | 11,705 | 13,818 | 14,635 | 15,248 | 15,112 | 15,538 | 17,179 | 19,459 | 19,181 | 19,124 | 19,252 |

## 经济

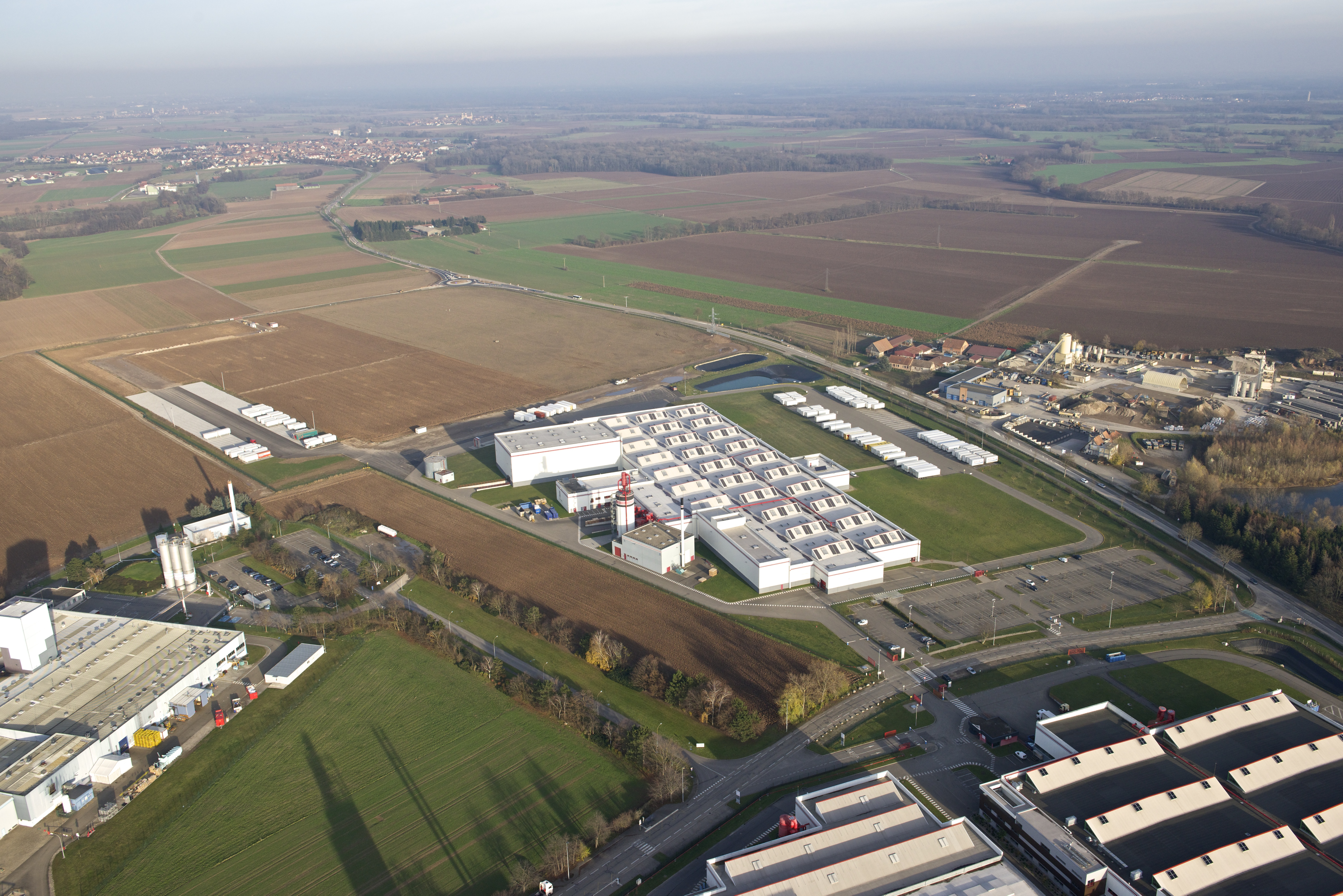
塞莱斯塔工业园区

塞莱斯塔是一个区域性的经济中心，同时也是斯特拉斯堡的一个远郊卫星城。塞莱斯塔境内设有工业园区，当地共有各类用人单位3,032家，平均历史为16年，行政、医疗及社会服务是当地的主要就业岗位类型。

## 财政
2018年，塞莱斯塔的财政收入总额为29,419,900欧元，财政支出总额为25,152,600欧元，当年的债务总额为12,761,900欧元。
2014年，塞莱斯塔的人均收入总额为2,461欧元，其中高职人员为4,121欧元，普通职员为1,827欧元。
2016年，塞莱斯塔境内的青壮年（15至64岁）失业率为14.9%，当地44.8%的家庭拥有纳税资格。

## 社会事务

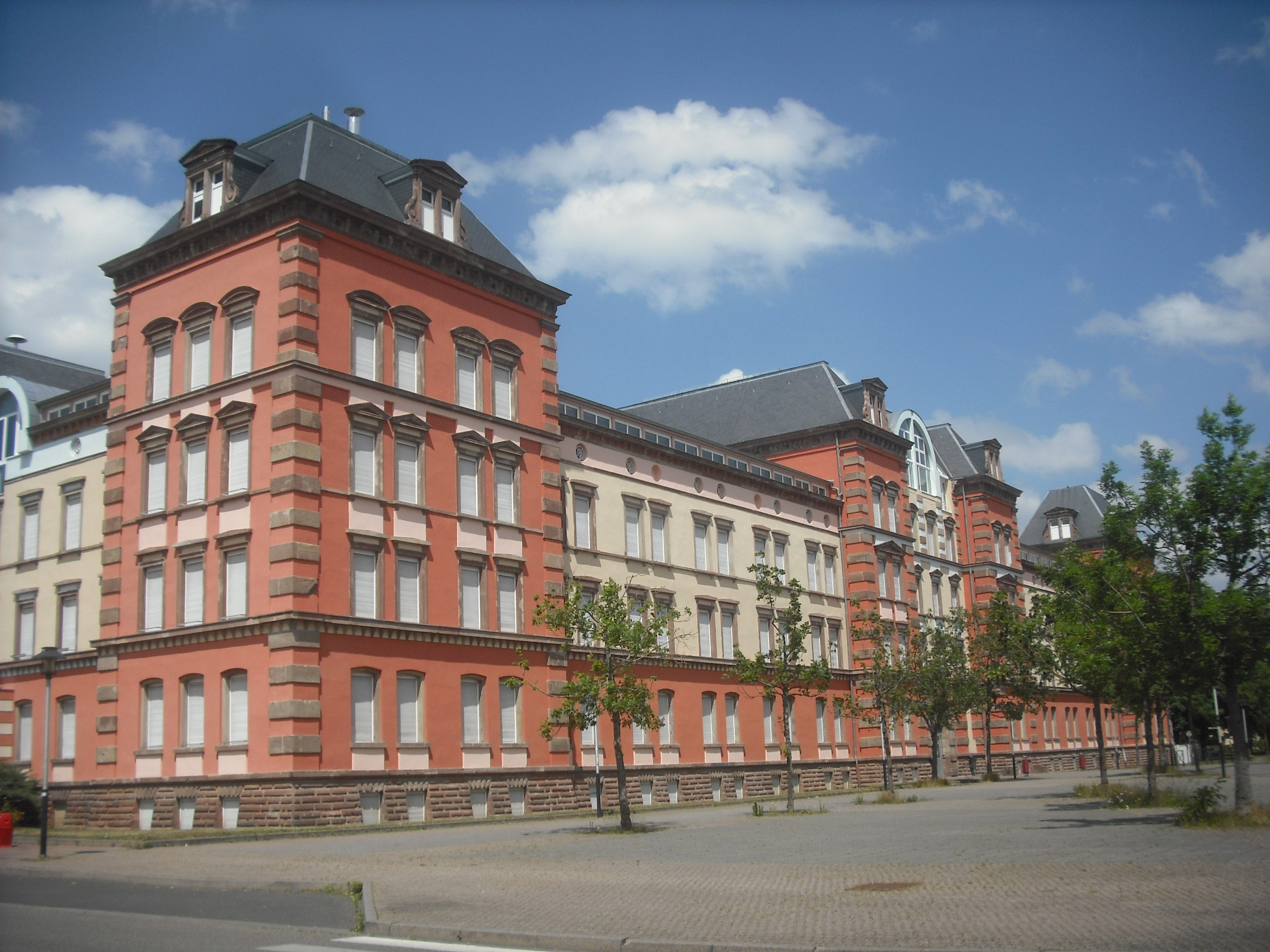
施魏斯古特高级中学

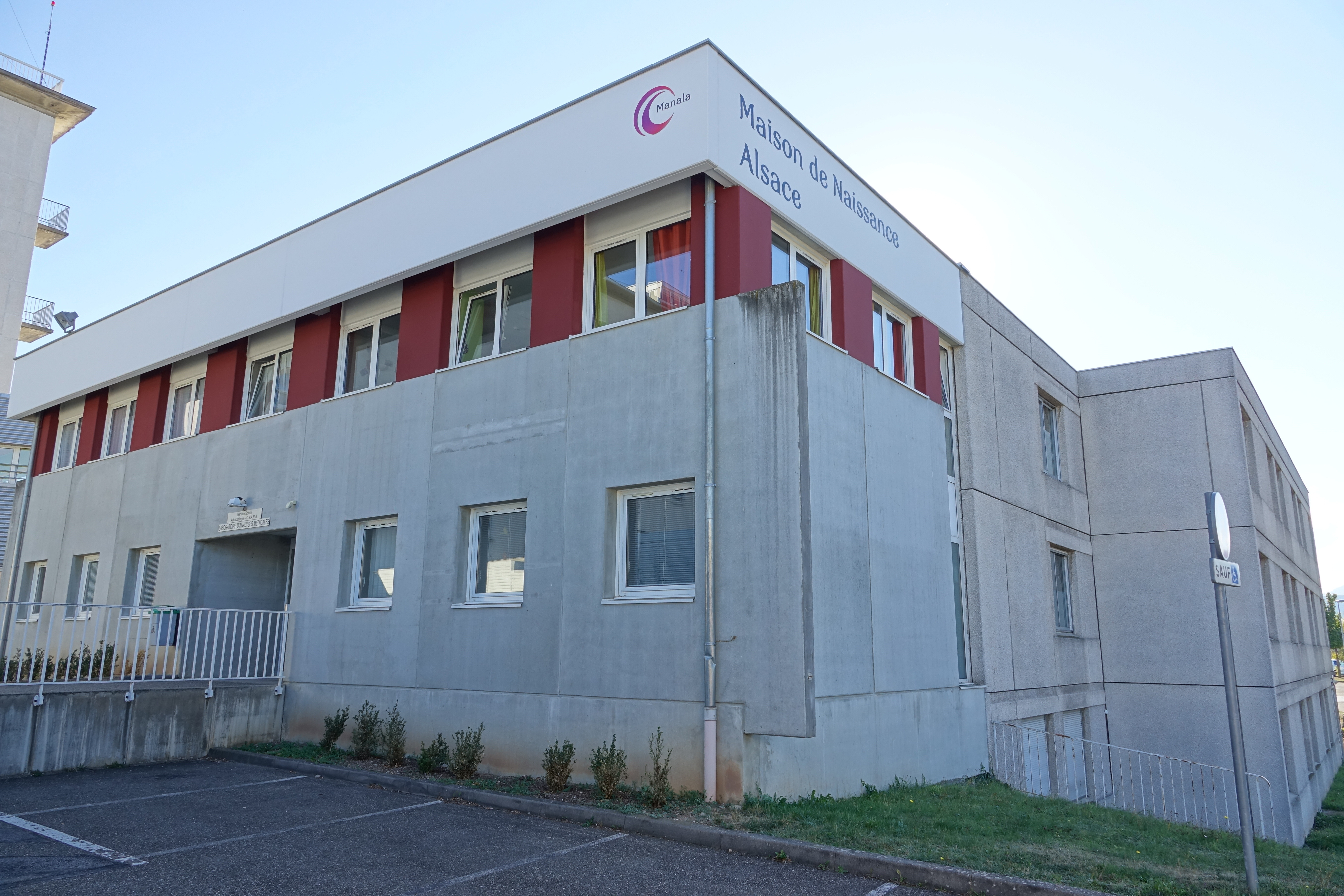
塞莱斯塔中心医院

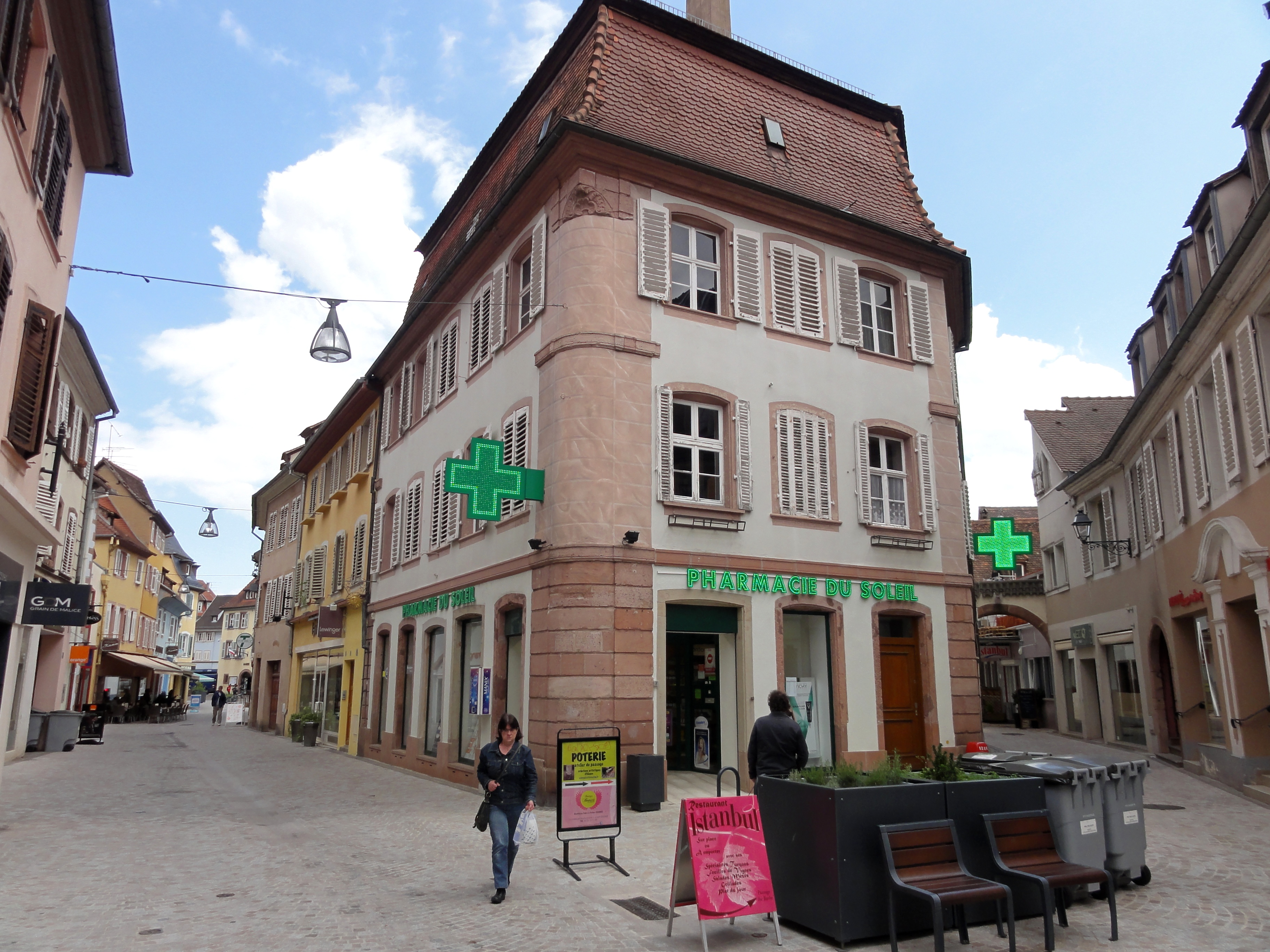
塞莱斯塔老城民居

### 教育
塞莱斯塔属于斯特拉斯堡学区。截止2018年1月1日，塞莱斯塔境内共有5所幼儿园、4所小学、2所初级中学、2所普通高中和1所职业高中，此外还有一所师范学校。2018至2019学年度，塞莱斯塔境内共有学生3,157名。

### 医疗
截止2017年1月1日，塞莱斯塔境内共有全科医生27名、保健师23名、牙医26名、护士18名、耳科医生2名、眼科医生4名、皮肤科医生2名、助产士13名、儿科医生3名和妇科医生1名。境内共有药房5家，养老院3家，残疾人帮扶中心4家。
塞莱斯塔中心医院（Centre Hospitalier de Sélestat）位于塞莱斯塔市区西部，是当地规模最大的公立综合性医院。

### 住房
2015年，塞莱斯塔境内共有各类住房9,847套，其中89.8%为常住房屋。市区北部建有集中式住宅区。

### 商业
2017年，塞莱斯塔境内共有各类商铺1,384家，其中餐饮服务类592家。市区南部设有较为零散的开放式商业街区。

### 体育
2017年，塞莱斯塔境内共有1家游泳池、4间健身房、2座综合体育场、9处网球场、1处马术场、2处足球或橄榄球场以及3处篮球或排球场。
塞莱斯塔阿尔萨斯手球俱乐部建立于1967年，是当地主要的竞技球队，2019至2020赛季参加法国手球乙级联赛。
塞莱斯塔曾于2010年被法国《队报》评为“法国年度体育城市”。

### 环境
塞莱斯塔的环境事务由其所属的公共社区负责。2017年，塞莱斯塔境内共有9家污染企业。

### 治安
2014年，塞莱斯塔及附近地区共发生各类案件1,439起，其中盗窃类案件693起，经济类案件218起，毒品交易类案件179起。

## 文化

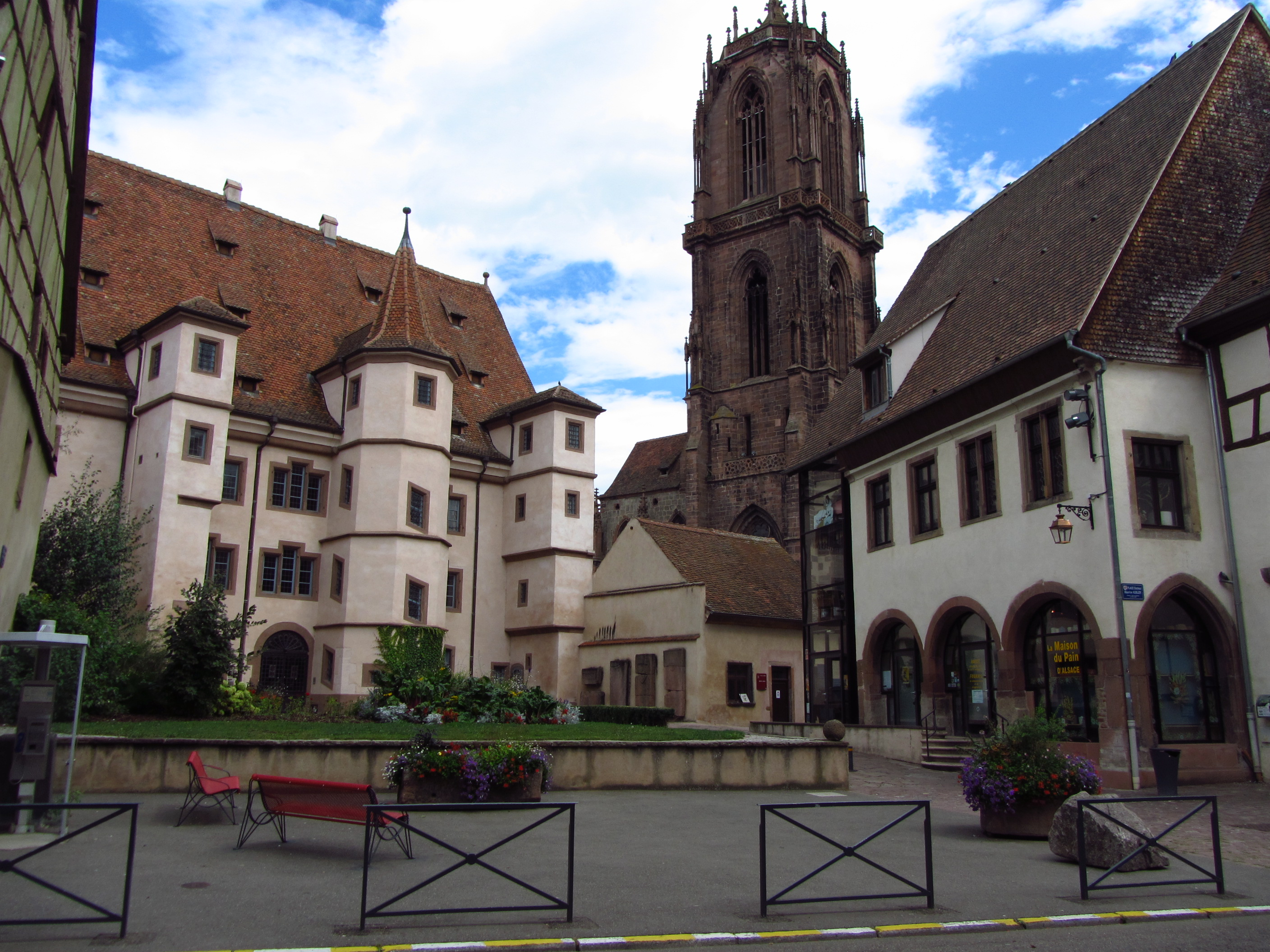
圣乔治教堂

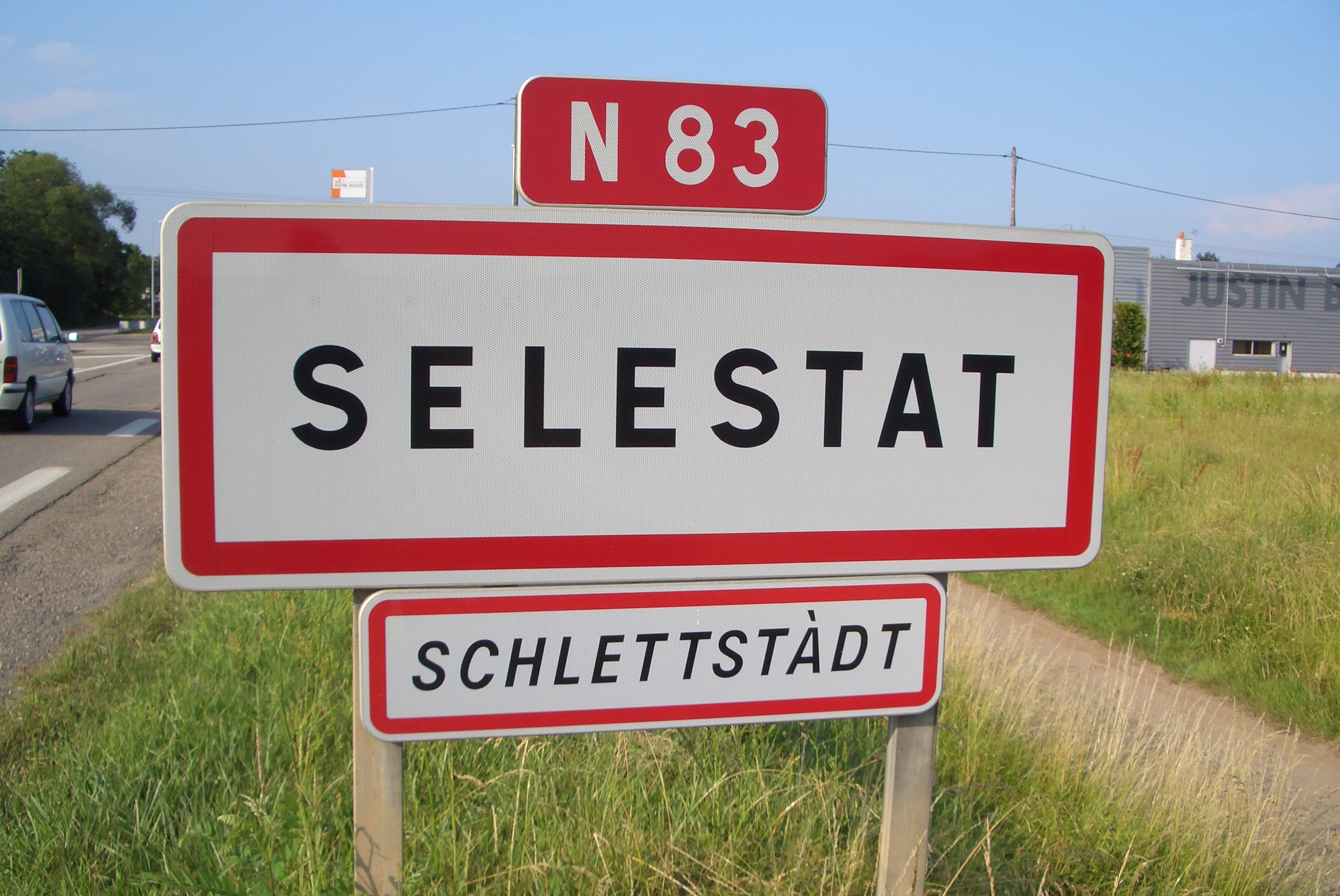
塞莱斯塔的法语/阿尔萨斯语双语路牌

2017年，塞莱斯塔境内有1家电影院。此外，塞莱斯塔境内的“人类学图书馆”既是一个图书馆，也是一个博物馆，是当地重要的文化场所。

### 建筑
截至2020年3月，塞莱斯塔境内共有35处历史建筑，其中位于市中心的塞莱斯塔圣乔治教堂和塞莱斯塔圣富瓦教堂是当地的地标性建筑，分别于1848年和1862年被列入法国文物保护单位。

### 旅游
2018年，塞莱斯塔境内共有6个宾馆共计167间房间，另有1个露营地，可容纳共48辆露营车。

### 媒体
法国主要的媒体均可在塞莱斯塔接收，法国电视三台下属的大东部大区频道在部分时段播出塞莱斯塔所属区域的地方新闻。

### 语言
塞莱斯塔历史上通行阿尔萨斯语，自18世纪以来已逐渐被现代法语代替。根据当地阿尔萨斯语言促进组织的统计，截止2012年，当地约43%的人口能够使用阿尔萨斯语，其中74%的使用者年龄在60岁以上。为保护阿尔萨斯语及其文化，当地政府出台了多项政策，包括设立双语路牌、开始中小学阿尔萨斯语班及历史文化研究所等。

## 友好城市
截至2020年3月，塞莱斯塔共与四座城市互为友好城市关系：
- 比利时 桑布尔河畔蒙蒂尼（法语：Montignies-sur-Sambre）
- 德国 瓦尔德基希
- 瑞士 格伦兴
- 奥地利 多恩比恩